# Escudo de Santa Elena
El escudo de armas de la isla de Santa Elena fue aprobado el 30 de enero de 1984. El escudo es un campo de azur con una franja horizontal de oro situada en el jefe y cargada con el ave nacional de la isla (Charadrius sanctaehelenae) en sus colores naturales. Bajo la franja aparece representado un barco de tres mástiles acercándose a unas islas montañosas. Timbra el escudo un yelmo con lambrequín de azur y oro surmontado por una corona naval de azur aclarada de sable. En la cimera aparece representada Elena de Constantinopla, Santa Elena, de la que la isla ha tomado su nombre. La figura de la Santa sostiene una flor y una cruz que representa la reliquia de la Veracruz (la cruz en la que se supone que Jesucristo fue crucificado) y que la santa mandó a buscar.
En la parte inferior aparece, escrito en una cinta, el lema de Santa Elena: “Loyal and unshakable” («Leal e Imperturbable»).
Este escudo es además utilizado como escudo del territorio británico de ultramar de Santa Elena, Ascensión y Tristán de Acuña, en la cual se encuentra la isla.

## Galería de escudos

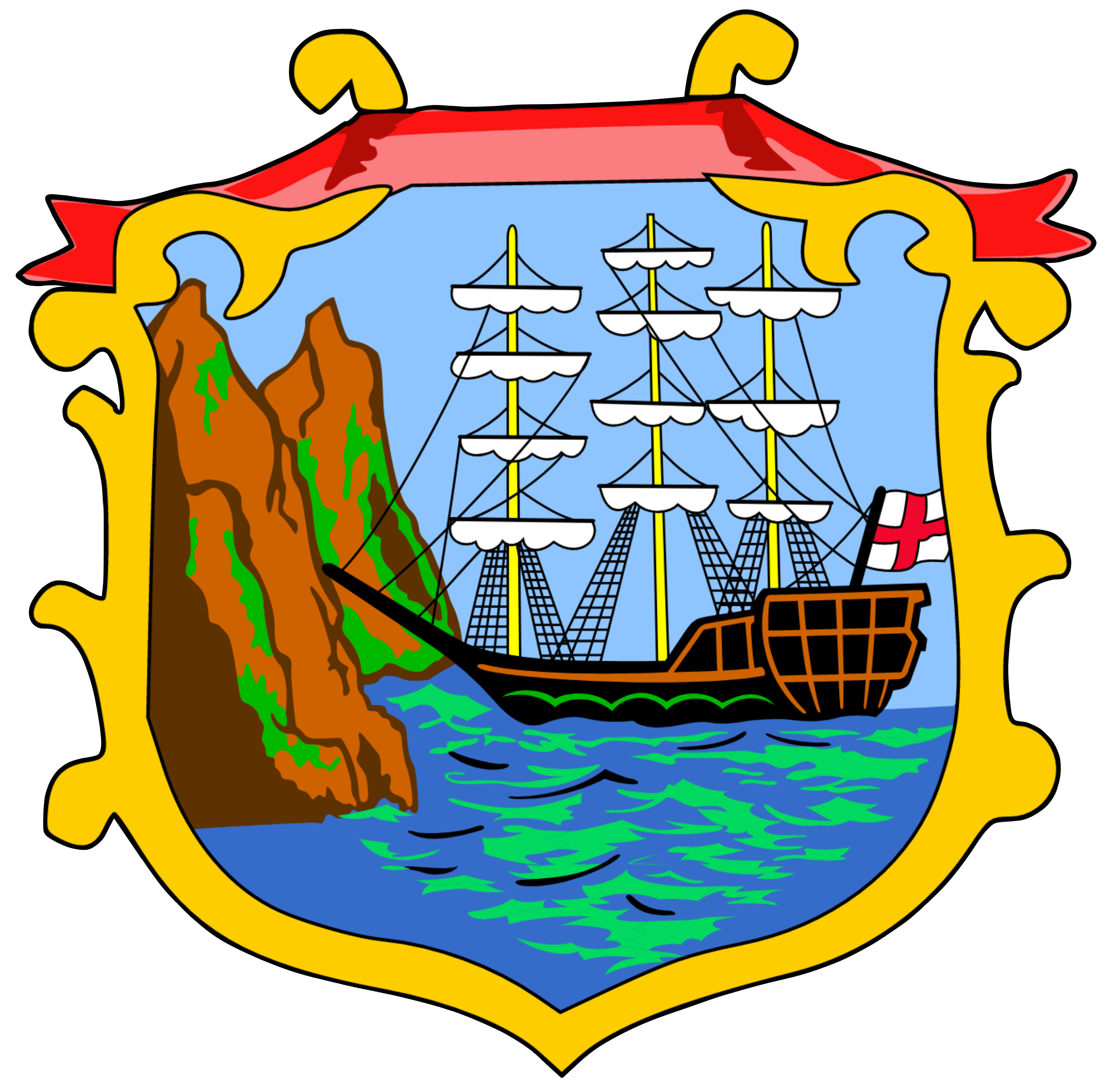
Insignia de Santa Elena (1874-1984)
Versión solo con escudo